# Kurali
Pour les articles homonymes, voir Kureli.
Kurali ou Kureli est une petite île inhabitée des Maldives. 

## Géographie
Kureli est située dans le centre des Maldives, au Sud-Ouest de l'atoll Mulaku, dans la subdivision de Meemu. Elle voisine l'île plus petite de Kudadhigandu.